# フリーソフトウェア財団
フリーソフトウェア財団（フリーソフトウェアざいだん、英語: Free Software Foundation, Inc., 略称FSF）とは、1985年10月4日、リチャード・ストールマンにより創設された非営利団体である。当団体は、自由ソフトウェア運動、すなわち、コンピュータ・ソフトウェアを作成、頒布、改変する自由をユーザーに広く遍く推し進めることを狙い、コピーレフトを基本とする社会運動の支援を目標に掲げている。

## 概要
FSFはアメリカ合衆国、マサチューセッツ州の団体である。元々は、マサチューセッツ工科大学の地下室と呼ばれたコンピュータルーム内の計算機を活用して、数多くのソフトウェアを製作したストールマンの活動が起源となっている。創立から1990年代中頃まで、FSFの資金は、GNUプロジェクトのために自由ソフトウェアを作成するソフトウェア開発者を雇用する為、概ね拠出されていた。1990年代中頃からは、FSFの従業員とその奉仕活動者（ヴォランティア）は、自由ソフトウェア運動と自由ソフトウェアコミュニティに対する法的かつ構造的な問題に対処するため概ね活動している。
FSFの目標は首尾一貫しており、コンピュータ上で利用できる唯一のソフトウェアが自由ソフトウェアとなることを目指している。

## 構成員
FSFの理事会(board of directors)は以下の人物が務める。
- ジェフリー・クノース: 代表兼財務担当、SFA, Inc.のシニア・ソフトウェア・エンジニア（1997年10月23日より理事を務め、2020年8月に代表に選出[5]）。
- ジェラルド・ジェイ・サスマン: MIT教授（計算機科学専攻）（創設当初より理事を務める）。
- ヘンリー・プール: 技術諮問会社（テクノロジー・コンサルティング・ファーム）の草の根的運動である、CivicActionsの創設者[6]（2002年12月12日より理事を務める）。
- イアン・ケリング: FSF上級システム管理者。2021年3月28日選出[7]。
- オディール・ベナッシ: GNU Eduプロジェクトのリーダー。初のヨーロッパ出身のFSF理事[7]。

- リチャード・ストールマン: 創設者、 元代表。GNUプロジェクト立ち上げ、GNU General Public Licenseの著作者（創設当初より2019年9月まで代表を務める）[8]。2021年3月理事復帰[9]。

以前理事を務めたものは以下の人物を含む。
- ハル・アベルソン: 創設メンバー[10] 、MIT教授（計算機科学専攻）（創設時から1998年3月5日まで理事を務め、のち2005年頃に再度就任）。
- ベンジャミン・マコ・ヒル: MITメディアラボ研究生（2007年7月25日より理事を務める）。
- ブラッドリー・クーン: Software Freedom Conservancy執行役員（Executive Director）並びにFSF元執行役員（2010年3月25日より理事を務める[11]）。

- ローレンス・レッシグ: スタンフォード大学法学部教授（2004年3月28日から2008年まで理事を務めた）。
- ロバート・J・シャッセル: 創設時の会計[10]兼取締役（創設時より1997年6月3日まで理事を務めた）。
- レン・タワー・ジュニア（英語版）（Len Tower Jr.）: 創設メンバー[10]（1997年9月2日まで理事を務めた）。
- ミゲル・デ・イカザ: （1999年8月から[12]2002年2月25日まで[13]理事を務めた）。
- エベン・モグレン: （2000年7月28日から[14]、2007年まで[15]理事を務めた）。
- ウィリアム・ジョン・サリバン
- カット・ウォルシュ: （2003年3月から[16]2021年3月まで[17]理事を務めた）

FSFの理事会は、議決権を持つ委員によって選出される。委員の持つ権利のうち、少なくとも投票権に関しては、次に述べる財団の定款（規約）に略記されている。
In addition to the right to elect Directors as provided in the by-laws and such other powers and rights as may be vested in them by law, these Articles of Organization or the by-laws, the Voting Members shall have such other powers and rights as the Directors may designate.—Articles of Amendment、Free Software Foundation, Inc.
参考訳
定款により付与されるその他の権限や権利と同様に、定款の定めるところによる理事選出権に加えて、これら組織条項または定款により、議決権を持つ委員は理事を指名する権限そのほかの権利を有するものとする。—変更条項、Free Software Foundation, Inc.
FSFの議決権を持つ委員が誰なのか、その構成を示す有効な文書は現時点では不明である。
FSFの執行役員（Executive director、代表取締役）は、ウィリアム・ジョン・サリバンが2021年3月まで務めた。以前この地位に就いていたものは、ブラッドリー・M・クーン（在任: 2001年-2005年）、ピーター・T・ブラウン（在任: 2005年-2010年)であった。
設立から現在にかけて、FSFには大抵約十数名の従業員がいる。全てではないが、FSFの本部機能の大部分はマサチューセッツ州ボストンに設置されている。
エベン・モグレンとダン・ラヴィチャーは以前、プロボノの法務顧問(legal counsel)として個人でFSFに従事していた。Software Freedom Law Center(SFLC)の立ち上げにより、FSFに対する法的サービスはSFLCにより行われることになった。
2002年11月25日、FSFは個人向けのFSF賛助会員プログラム（FSF Associate Membership program）を立ち上げた。ブラッドリー・M・クーン（2001年から2005年までFSFの執行役員,Executive Directorを務めた）はそのプログラムの立ち上げを行っており、最初の賛助会員に登録を申し込んでいる。賛助会員は純粋に名誉を得るだけであり、FSFの資金援助という役目を担っている。

## 活動
自由ソフトウェアの理想を推し進めることを目的に様々な活動をしている。

### 自由ソフトウェア運動
フリーソフトウェア財団は自由ソフトウェアの理想を社会に共有するため、自由ソフトウェア運動という形で社会運動をしている。
自由ソフトウェア運動を定義付ける「自由ソフトウェアの定義」を含む多くの文書を維持管理している。
Defective by Design（DbD）は、DRM（Digital Rights Management、デジタル著作権管理）は「権利を奪い、制限するよう設計されている」という見解から、この用語をDRM（Digital Restrictions Management、デジタル制約（制限）管理）と再定義し、DRMおよびソフトウェア特許に対抗する先駆けとなる運動である。
BadVistaは、Microsoft Windows Vistaへの移行に反対し、Defective by Designの問題を社会に広めて自由ソフトウェアへの置き換えを促進する運動である。
ルック・アンド・フィールなどをはじめとするユーザインタフェースの著作権などを含むソフトウェア特許は「ソフトウェア利用者の自由」を阻害するものであるとして、ソフトウェア特許に対抗する多くの社会運動を支援している。
Ogg+Vorbisを推進する運動を提起して、MP3やAACなどのプロプライエタリファイルフォーマットに取って代わるべき自由なデジタル音声ファイルフォーマットであるとしている。

### GNUプロジェクト
GNUプロジェクトは、GNUオペレーティングシステム (The GNU Operating System) を開発している。これと直接関連するソフトウェアであるGNUツールチェーン、GNU Hurd、glibcが現在までの主要な成果である。2013年5月現在、当プロジェクトのウェブ・サイトでは、「フリーソフトウェア財団」でなく、カタカナでひらいた「フリーソフトウェアファウンデーション」の表記が見える。
GNUライセンスはフリーソフトウェア財団 (FSF) およびGNUプロジェクトが提供するライセンスである。GNU General Public License（GNU GPL、単にGPL）は自由ソフトウェアプロジェクトに幅広く採用されているライセンスである。現行バージョン（バージョン3）は2007年6月にリリースされた。FSFはまた、GNU Lesser General Public License（GNU LGPL、単にLGPL）、GNU Free Documentation License（GNU FDL、GFDL）、そしてGNU Affero General Public Licenseバージョン3 (GNU AGPLv3) も公開している。
GNU Pressは、FSFの出版部門であり、「自由に頒布可能なライセンスを採用した計算機科学の書籍を手ごろな値段で発刊すること」を責務としている。
GNU Savannahは、ウェブサイト上にソフトウェア開発プロジェクトをホストしている。

### GNUライセンス違反是正
1991年から2001年まで、GPLの違反は、非公式に、通常ストールマン自身により、しばしばFSFの弁護士エベン・モグレンからの助言を受けて是正されていた。典型的なことに、この期間のGPL違反はストールマンと違反者とが電子メール数通を交換することで解決されていた。
2001年後半、当時のFSFの執行役員(Executive Director)であったブラッドリー・M・クーンは、モグレン、デイヴィッド・ターナー(David Turner)そしてピーター・T・ブラウンらの助言を受けて、これらの成果を生かし、FSF GPL コンプライアンス・ラボ(GPL Compliance Labs)という組織として正式に発足させた。
この間、GPL遵守と関連する、GPL違反是正ならびにライセンスの啓蒙活動は、FSFの活動における主要な焦点だった。
2003年から2005年にかけて、GPL自体の条文説明並びにその法的側面を解説する法律セミナーを開催していた。大抵は、ブラッドリー・M・クーンとダニエル・ラヴィチャーが教鞭を振るっていたが、このセミナーは生涯法曹教育（Continuing legal education, CLE）認定を受け、GPLの法的な教育活動として正式な認定を受けた最初の成果であった。
FSFはGNUコンパイラコレクションなど、GNUシステムにとって非常に重要となるさまざまなソフトウェア群の著作権を保持している。FSFは（あくまで保持しているこれらソフトウェアのみの）著作権者として、とりわけGNU General Public License (GPL)で許諾されているソフトウェアに対し、そのライセンス違反に起因する著作権侵害が発生すれば、GPLの強制（エンフォースメント）を行使できる唯一の存在である。その他のソフトウェア・システムの著作権者がGPLを彼らのライセンスとして採用した場合、FSFはそのライセンスを受けているソフトウェアの著作権的利益を保護すべしと力説し、通常割り込んで来る唯一の組織だったのだが、2004年にハラルト・ヴェルテが同様の組織gpl-violations.orgを立ち上げている。

### Free Software Directory
Free Software Directoryは、自由ソフトウェアであることが検証されたソフトウェアパッケージのリストである。各パッケージのエントリにはプロジェクトホームページ、開発者、プログラミング言語など47の情報を含む。自由ソフトウェアの検索エンジンを提供すること、そして、パッケージが自由ソフトウェアであるかの調査を行うためユーザーに相互参照を与えることを目標としている。FSFはこのプロジェクトのため、UNESCOより若干の資金援助を受けていた。将来的にはディレクトリが多くの言語に翻訳され得ることを望まれている。

### 最優先度プロジェクト

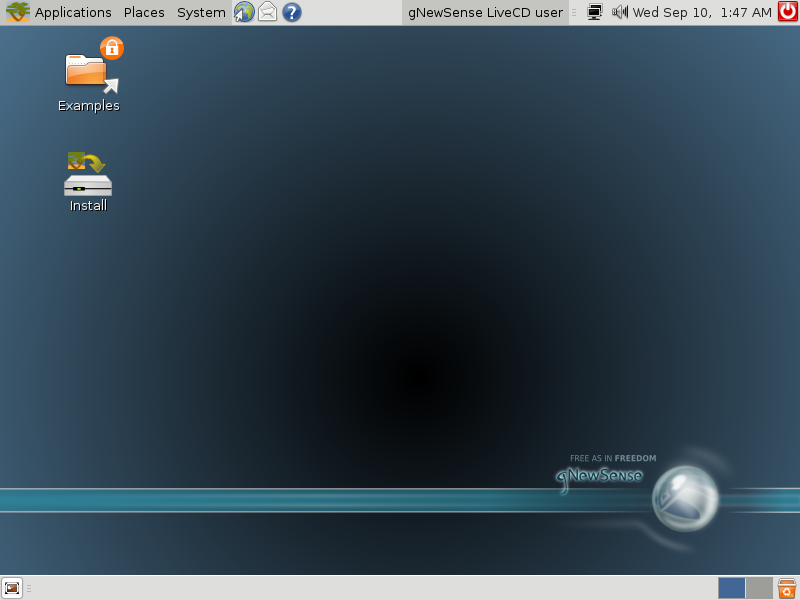
gNewSenseはFSFに公式に支援されているLinuxディストリビューションである。

「自由ソフトウェアコミュニティの注目を集めるのに極めて重要」と主張する「最優先度プロジェクト」のリストをFSFは維持管理している。FSFはこれらのプロジェクトを「コンピュータユーザは頻繁に非自由ソフトウェアの利用の誘惑に駆られており、フリーな置き換えが不十分である理由により、重要である」とし、「高い優先度」を持つとされる各種自由ソフトウェアプロジェクトを支援している。
以前、作業が必要とされるとして注目されていたプロジェクトには、OpenOffice.orgやGNOMEデスクトップ環境のJava依存部の互換性を保証するため、フリーなJava実装、GNU Interpreter for Java、GNU ClasspathそしてGNU Compiler for Javaが含まれていた（本項の詳細は、英語版ウィキペディアの記事"License of Java"を参照せよ）。
しかし、後日あるプロジェクトが最優先度リストに加えられたものの、活発な開発につながっておらず、また、プロジェクトがのんびりと進められている状況を見て、本活動が本当に効果を発揮しているのか批判する者もいる。

### 表彰
FSFは毎年自由ソフトウェア界に大きな貢献を与えた人物・組織にそれぞれつぎの賞を授与している。
- "Award for the Advancement of Free Software"
- "Free Software Award for Projects of Social Benefit"

## 批評と論争

### 受賞
1999年、Linus Torvalds Award for Open Source Computingという賞を授与した。
2005年、アルス・エレクトロニカは当団体の長年にわたる自由ソフトウェア運動を顕彰し、プリ・アルス・エレクトロニカ デジタル・コミュニティ部門 栄誉賞（Prix Ars Electronica Award of Distinction in the category of "Digital Communities"）を授与した。

### GPLライセンス違反
2002年から2004年にかけて、LinksysそしてOpenTVによるものといった明確なGPL違反事例が続出するようになった。

### SCOの訴訟
2003年3月、SCOはIBMを提訴した。提訴事由は、IBMが、FSFのGNUソフトウェアを含む、様々な自由ソフトウェアに貢献を行っていたが、それがSCOの権益を侵害するものであるとの主張である。FSFは訴訟の当事者ではなかったが、FSFは2003年11月5日、召喚令状を受け取った。2003年から2004年にかけて、FSFは当訴訟に対抗し、自由ソフトウェアの採用と移行に対する負の影響を押さえ込むためかなりの擁護活動を行った。

### シスコの訴訟
2008年12月、FSFは、シスコがGPLで保護された（FSFが著作権を持つ）コンポーネントを利用し同社Linksys製品と共に出荷したことに対し、（ライセンス違反による著作権侵害で）提訴した。シスコは2003年にライセンスの問題について通知されていたが、シスコはGPLの条項による義務を繰り返し無視した。2009年5月、シスコは、FSFへの金銭的支払い、シスコがライセンス遵守を実践しているかの継続的調査を指揮する自由ソフトウェア監査役(Free Software Director)の任命という和解案に合意し、FSFは訴状を取り下げた。

### 批判
2004年10月にLinux kernel mailing listに投稿したメールからも分かるとおり、リーナス・トーバルズは以前からストールマンとGPLの違反是正活動を批判している。また彼は2011年5月、Linuxfrのインタビューにおいて、FSFが制定したGPLv3の反DRM的姿勢を批判しており、（リーナス自身もDRMが嫌いであることは自認しているが）いくらDRMを嫌悪しているとはいえ、ライセンスをDRM攻撃の武器にするべきではない、コンテンツの自由な利用やハードウェアに関連するDRMの問題点とソフトウェアのみに関係するライセンスの問題点をない交ぜにすべきではない、と述べている。
2009年7月22日、Linux Magazine誌のクリストファー・スマート(Christopher Smart)が、マイクロソフトがLinuxカーネルにコードを提供したことに関連して、リーナスにインタビューしたところ、彼は自由ソフトウェアと関連付けられるのを毛嫌いしており、それは「過激な」思想の運動だと批判した、と伝えられた。
2010年5月2日、ZDNetのエド・ボット(Ed Bott)は、FSFはPlayOgg運動の最初の時点でいくつか事実誤認しており、彼らは誤った情報を故意に得ようとしていた上でプロプライエタリフォーマットの作成元を非難した、というFSFを批判する記事を同サイトで公開した。FSFは運動の一環として、MP3に関する特許権侵害訴訟であるアルカテル・ルーセント対マイクロソフト事件の結果、裁判所が被告のマイクロソフトに原告のアルカテル・ルーセントへの15億ドルの支払いを命じた件について言及したが、エドはこれが「真っ赤な嘘」であると主張した。なぜなら、マイクロソフトの特許権侵害が裁判で認定され、侵害に対する損害賠償を命じられたのは事実だが、のちにこの裁判が覆されたことをFSFは述べていなかったからである。またエドは、FSFがRealPlayer、Windows Media PlayerそしてiTunesといったメディアプレーヤーをターゲットに「フォーマット批判」を根拠なく主張したこと（FSFはこれらプレーヤーが専用のプロプライエタリなフォーマット、例えばWMPならばWMA、をユーザに強制しようとしているという誤った主張をした）について、FUDであると非難した。加えて、RealPlayer、iTunesそしてWMPのプライバシー侵害に関する問題が広く報告されているにもかかわらず、彼はこのようなソフトウェアがユーザを覗き見しているというFSFの主張については「純然たるFUD」であると述べ、「根拠無き相当酷い言い掛かり」であると述べた。
2010年6月16日、Linux Magazine誌のジャーナリスト、ジョー・ブロックマイアー(Joe Brockmeier)は、Defective by DesignなどFSFが運動と呼ぶ彼らの行為について、「ネガティヴ」であり「幼稚」であるとし、ユーザーに提供するプロプライエタリソフトウェアを「説得力を持って取り替える」ものは十分にはない、と批判した。

## 関連団体
協力関係にある団体を世界中に有する。
- Free Software Foundation Europe
- Free Software Foundation of India
- Free Software Foundation Latin America

日本では、GNU関連書籍を出版していたビレッジセンターの招請により、ストールマンは訪日している。ここより、GNUソフトウェアの普及、自由ソフトウェア運動の推進などが図られ、フリーソフトウェアイニシアティブやインターネットブラウザであるMozillaなどの日本語化などを行う、もじら組が結成されている。